# Rappresentazione spazio-scala
La teoria della rappresentazione spazio-scala (o semplicemente spazio-scala) è un framework per la rappresentazione di segnali multi-scala sviluppato nel campo della visione artificiale dell'elaborazione digitale delle immagini e della teoria dei segnali con motivazioni complementari dalla visione biologica e fisica.
È una teoria formale per la gestione di strutture di immagini a diverse scale, rappresentando un'immagine come una famiglia di parametri di immagini pre-pulite, la rappresentazione spazio-scala, parametrizzata dalla grandezza del kernel pulito usato per la soppressione delle strutture a scala fine.
Il parametro t in questa famiglia è riferito come parametro scala, con l'interpretazione delle strutture d'immagini della grandezza spaziale più piccola di circa {\displaystyle {\sqrt {t}}} che è stata enormemente pulita a livello di spazio-scala alla scala t.
I tipi principali di spazio scala sono lo spazio scala lineare (gaussiano), che ha un'ampia applicabilità come la proprietà attrattiva di essere possibilmente derviato da un piccolo insieme di assioni si spazio-scala.
Il framework di spazio scala corrispondente comprende una teoria di operatori derivativi gaussiani, che possono essere usati come base per esprimere una grande classe di operazioni visuali per i sistemi computerizzati che elaborano informazioni visuali.
Questo framework permette anche operazioni visuali per essere invarianti di scala, che sono necessari per la gestione delle variazioni di scala che potrebbero capitare nei dati dell'immagine, perché gli oggetti del mondo reale hanno differenti grandezze e in più le distanze tra essi e la macchina fotografica potrebbero essere sconosciute e variare dalle circostanze.